# 蓋嫩皮勒
蓋嫩皮勒（1905年—1938年11月22日），第八世哲布尊丹巴呼圖克圖（博克多汗）的第二任妻子。她也是蒙古最後一位皇后。

## 生平
原名采恩皮勒（Цэенпил），出生於外蒙古車臣汗部的巴勒丹博尔温寺附近（今屬肯特省）。父親叫那旺魯布桑（Наваанлувсан），是一名摔跤手；母親叫通嘎（Тунгаа）。
1923年，博克多汗的妻子敦都克拉穆去世後，喀爾喀的王公們為博克多汗尋找新的妻子。他們在18至20歲的一群女性中選中了她，而此時的蓋嫩皮勒已經嫁給了一個名叫魯布桑丹巴（Лувсандамба）的男人了。
此後蓋嫩皮勒與博克多汗一起生活。1924年5月20日博克多汗去世後，蒙古的君主制度被廢除，蓋嫩皮勒離開宮廷，回到了她的家人那裡。
蓋嫩皮勒沒有參與任何政治和宗教事務，但仍在大鎮壓中遭到迫害。1938年9月22日，蒙古人民共和國指控蓋嫩皮勒及其父親勾結日本人、復辟舊制度的罪名，將二人逮捕審問，遭受嚴厲酷刑。11月22日，父女二人遭到槍決，當時蓋嫩皮勒年僅33歲，且懷有五個月的身孕。蒙古民主革命後，父女二人於1991年獲得平反。

## 流行文化

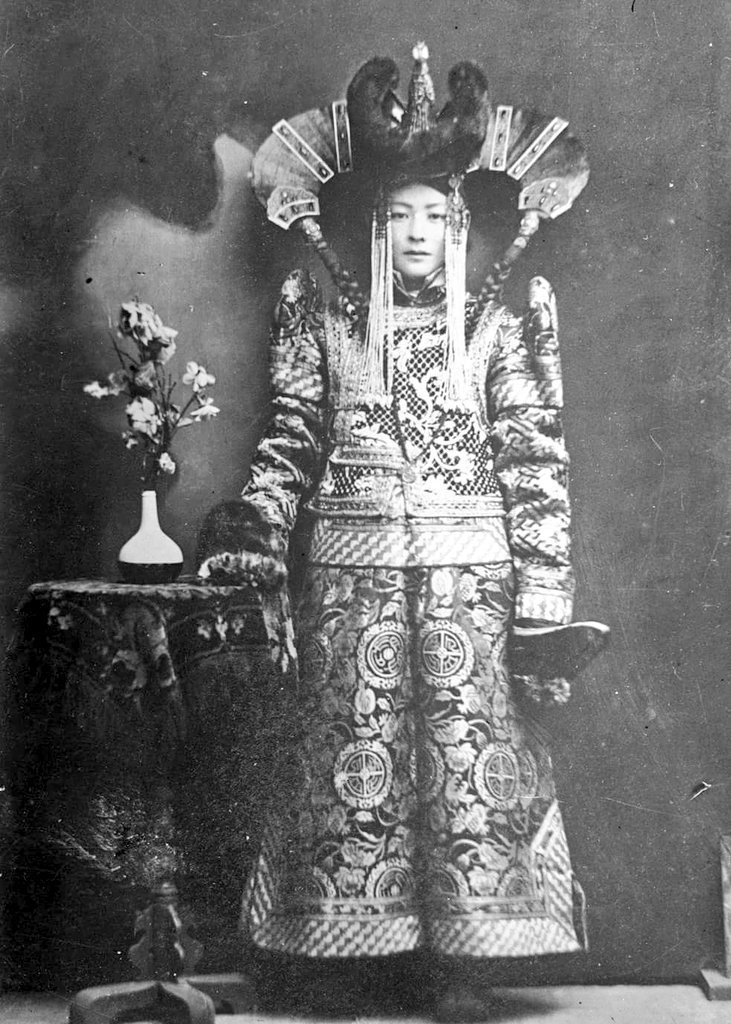
蒙古女士，攝於1921年。此人常被誤認為蓋嫩皮勒。

《星際大戰》中角色佩咪·艾米達拉的服裝設計靈感源自1921年的一位蒙古女士形象，該蒙古女士通常被認為是蓋嫩皮勒，事實上是錯誤的。